# In vitro-fertilisering
In vitro-fertilisering (IVF), eller provrörsbefruktning, är en fertilitetsmetod där en kvinnas ägg tas ut från en äggstock för att befruktas av en mans spermie utanför en kvinnas kropp (in vitro), i stället för i en kvinnas äggledare som efter ett samlag eller vid insemination, och därefter återföras till en livmoder. IVF kan utökas med ett flertal metoder. Den vanligaste innebär att spermier och ägg sätts i en droppe näringslösning för att en spermie ska kunna befrukta ett ägg. För att ge möjlighet till heterosexuella par att bli genetiska föräldrar även där spermierna hos mannen i paret, trots näringslösningen, inte lyckas befrukta ägget hos kvinnan i paret har man utvecklat tekniker som bygger på att man med hjälp av en liten glasnål, så kallad mikroinjektion, för in spermien intill eller ända in i äggcellen.
Metoden utvecklades av de brittiska forskarna Robert Edwards, Jean Purdy och Patrick Steptoe. Edwards tilldelades för detta arbete Nobelpriset i fysiologi eller medicin 2010. Purdy och Steptoe var då avlidna och kunde därför inte få priset. 
Det första barnet som kommit till genom IVF, Louise Brown, föddes i juli 1978. 

## Mikroinjektion
Mikroinjektion eller intracytoplasmatisk spermainjektion (ICSI) är en injektion av sperma direkt in i ägget, vilket används då mannens spermier har låg sannolikhet att själva kunna penetrera ägget. Mikroinjektion innefattar dock inte bara ICSI, utan även den numera sällan använda tekniken SUZI (subzonal spermieinjektion), där en spermie sprutades in i mellanrummet (perivitellinutrymmet) mellan ägget och dess omgivande skal zona pellucida.

## Tidig lagstiftning i de nordiska länderna
De tidiga lagarna angående IVF som antogs i Norge 1987, som ändrades 1994, den svenska lagen 14 juni 1988, isländska lagen 29 maj 1996 och 30 september 1997 och den danska lagen 10 juni 1997 har många likheter. Behandling var tydligt begränsad till gifta par eller par som levde tillsammans under äktenskapsliknande förhållanden. Homosexuella förhållanden, lesbiska kvinnor och singelkvinnor var alla uteslutna.
Det fanns vissa skillnader, forskning på embryon var tillåtet i Danmark, Sverige och Island i upp till 14 dagar efter att befruktning ägt rum, på så kallade forskningsembryon som inte skulle användas för reproduktion. Detta banade väg för viktig utveckling inom assisterad befruktning (ART) i dessa länder inkluderat PGD, preimplantatorisk genetisk diagnostik, diagnostik av en genetisk defekt på embryostadiet, och embryonal stamcellsforskning. Detta var till skillnad från Norge där embryoforskning var totalt förbjuden, även forskning för att förbättra metoden. Alla länder kom att ha olika längd på hur länge embryon fick hållas frysta, Norge hade först 1 år men förlängde sedan till 3 år 1994, Danmark 2 år och Sverige och Island 5 år. I Norge var frysning av embryon tillåtet, medan frysning av ägg var förbjudet. 
Till skillnad från de andra nordiska länderna har ingen lag om ART godtagits i Finland. Detta gör Finland till ett unikt exempel på hur självregering kan fungera utmärkt inom ART. Det har kommit upp många lagförslag, men inget har ännu godtagits.

## IVF i Sverige
De första graviditeterna efter provrörsbefruktning (IVF) i Sverige inträffade 1981 och det första barnet efter en graviditet genom IVF föddes 1982 i Göteborg. Under 1980-talet etablerades flera nya IVF-enheter och antalet fullständiga behandlingar steg successivt. Idag genomförs över 13 000 behandlingar med IVF i Sverige per år. Som resultat föds runt 3 500 barn. Långtidsuppföljningar av barn efter graviditeter genom IVF visar att de är lika friska och välmående som barn som kommit till på annan väg.

### Resultat
I Sverige leder drygt 28 procent av behandlingarna med ”färska ägg” till förlossning medan i de behandlingar som startades med att tina upp frysta befruktade ägg ledde drygt 31 procent till förlossning. Resultaten för svenska fertilitetskliniker redovisas i ett kvalitetsregister Q-IVF.
Efter 35 års ålder sägs chansen för många kvinnor att lyckas bli gravida successivt avta och efter 43 års ålder anses chansen vara så pass liten så att svenska kliniker inte genomför IVF-behandlingar.

### Enligt svensk lag
Tidigare fick inte homosexuella par och singelkvinnor i Sverige behandlas med IVF, något som homosexuella par fick rätt till 2005 och singelkvinnor fick rätt till 2016. Behandling med IVF med donerade spermier fick tidigare endast ske på universitetssjukhus, men insemination fick ske på privata kliniker. Efter 1 januari 2019 får IVF med donerade spermier även på privata enheter och samtidigt godkändes att använda både ägg och spermier från givare samt embryodonation. Lag om ändring i lagen (2006:351) om genetisk integritet m.m.

### Finansiering
Inom offentlig vård prioriteras och hanteras fertilitetsbehandlingar på samma sätt som vid övrig vård.
Offentlig vård finansierar IVF-behandling som uppfyller särskilda kriterier enligt en överenskommelse inom Sveriges kommuner och regioner. I överenskommelsen anges att man gör tre försök, att kvinnan ska vara under 40 år, (den eventuella) partnern under 56 år och att par inte får ha gemensamma barn.